# St. Peter (Kempen)

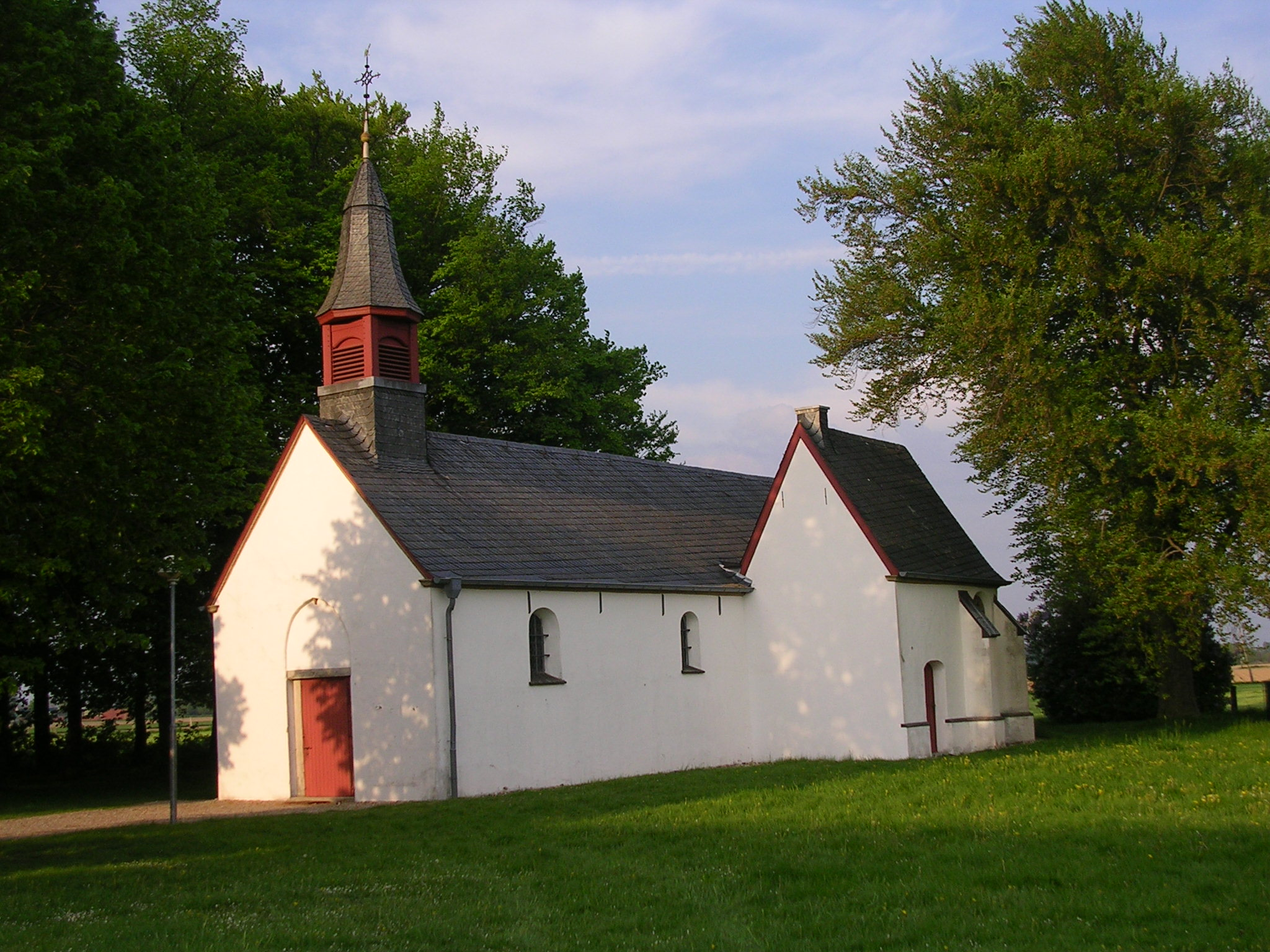
Kapelle St. Peter

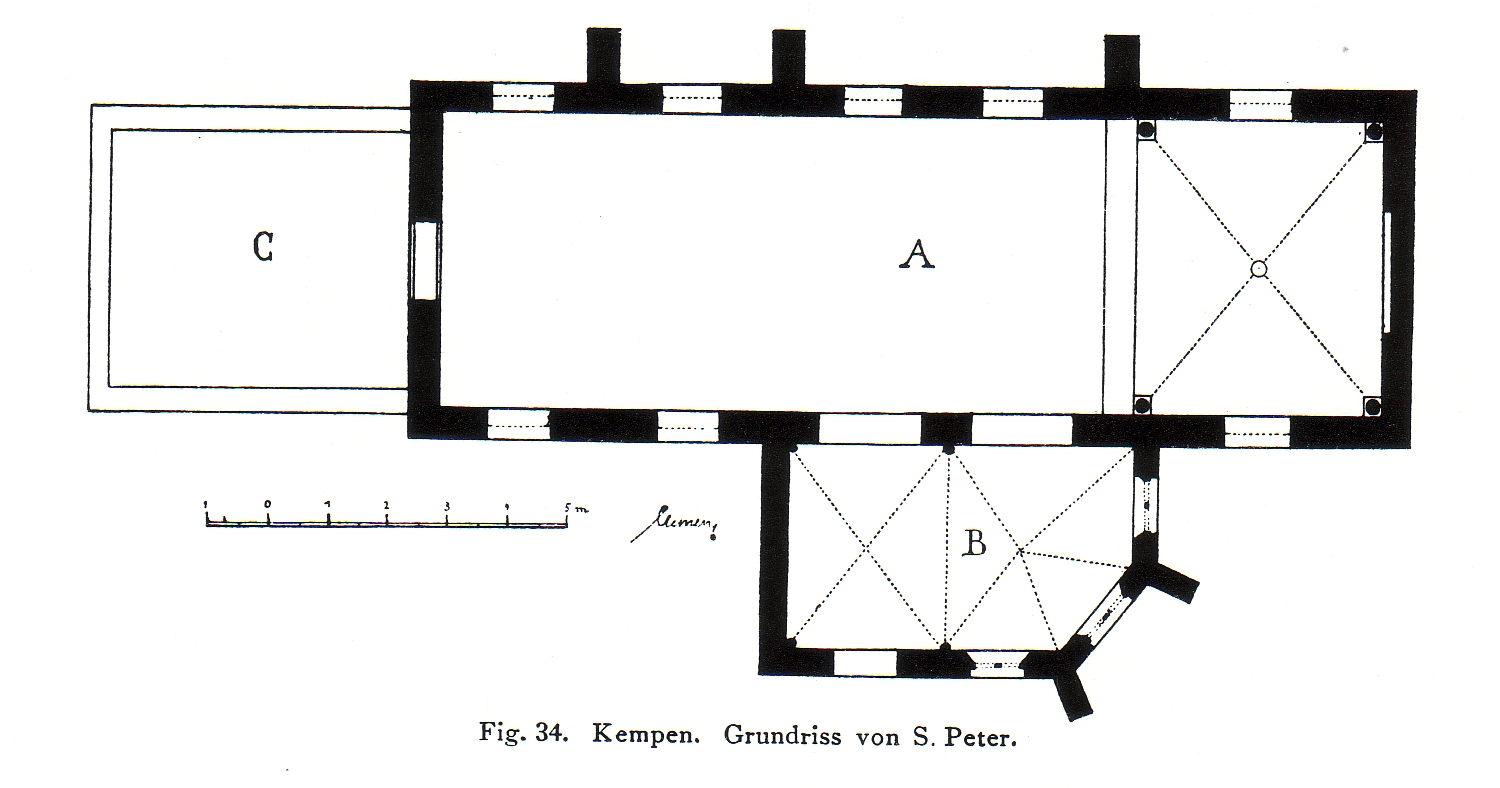
Grundriss 1891

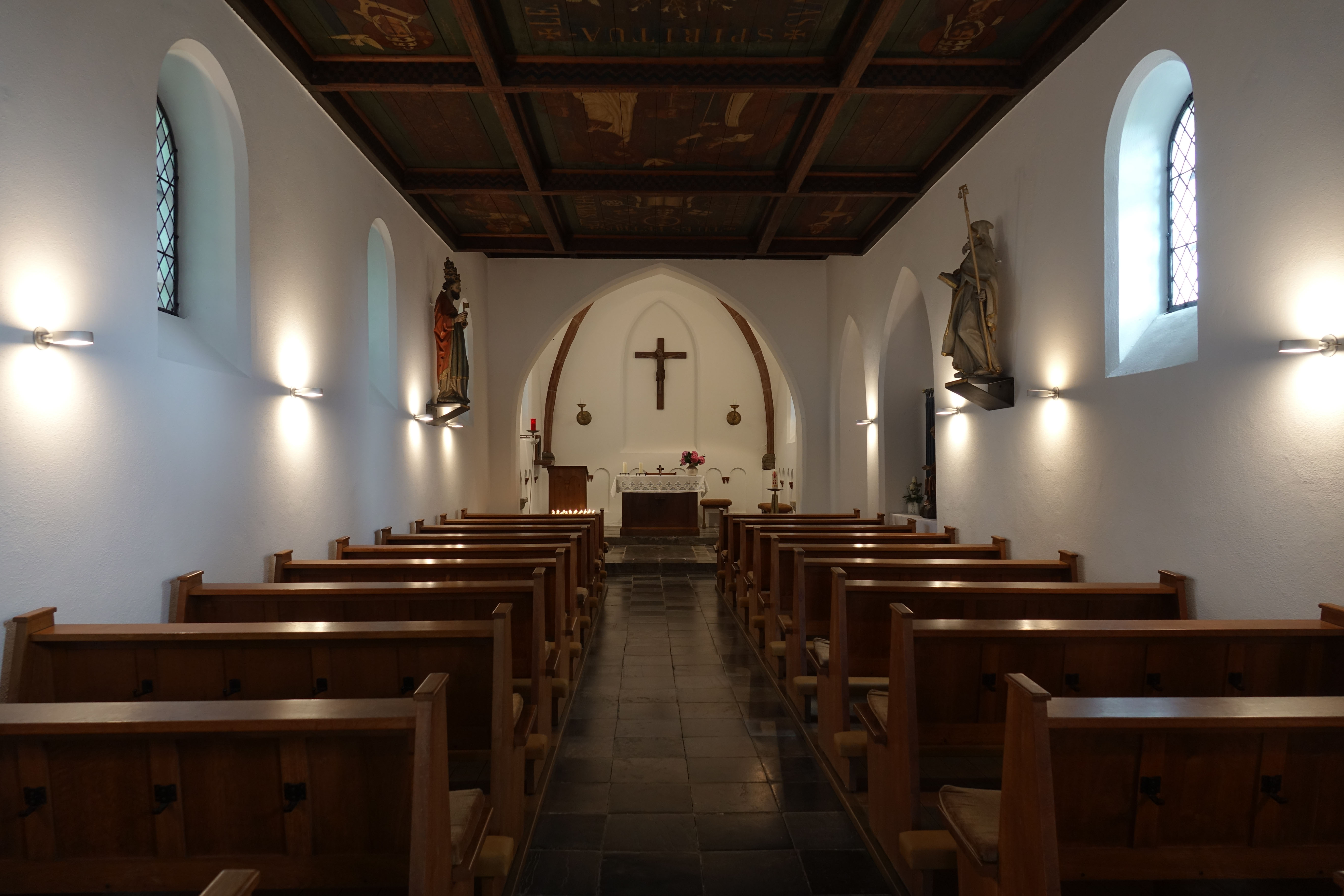
St. Peter (Kempen) – Blick in den Innenraum der Kapelle

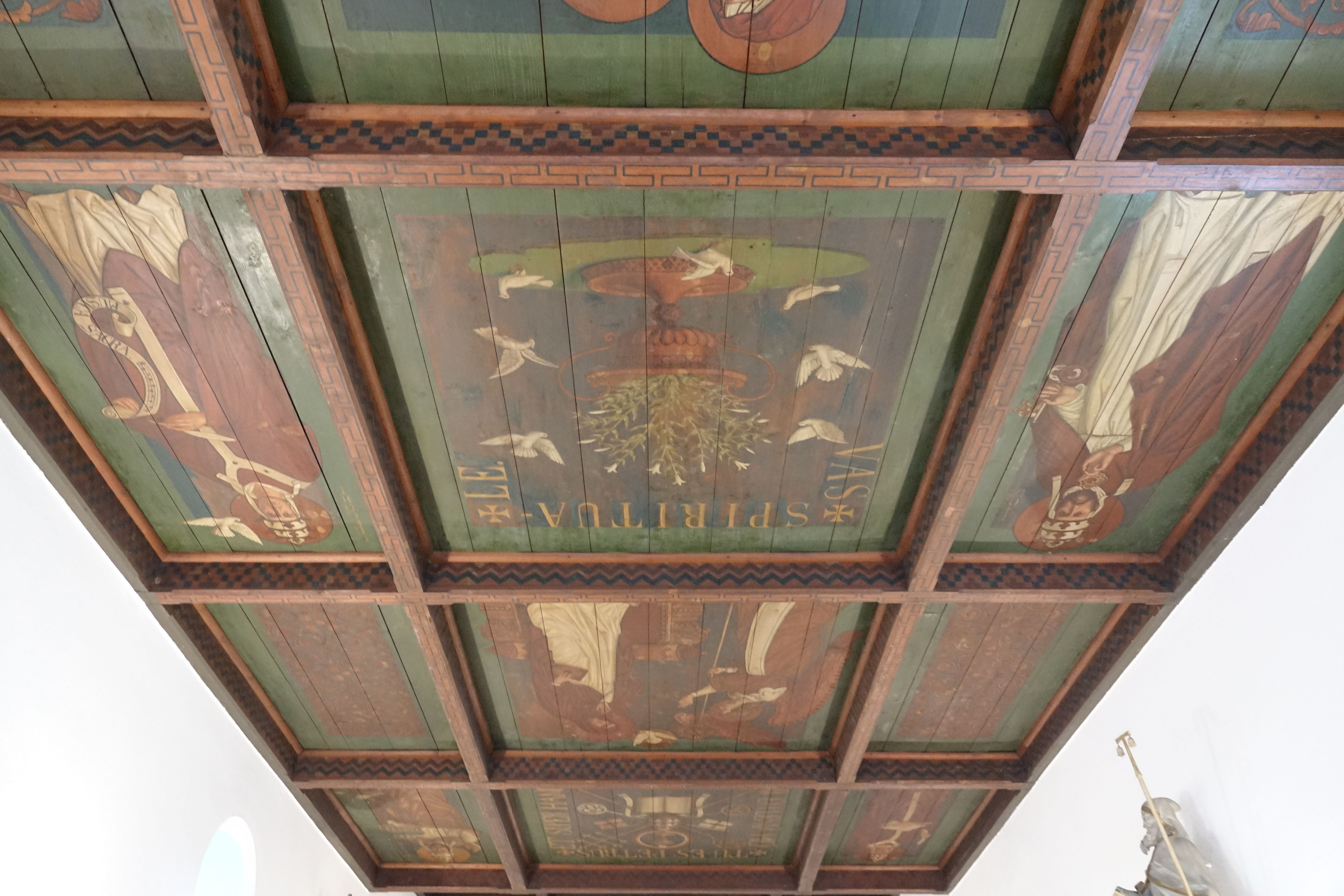
St. Peter (Kempen) – Teilbild der Holzdecke

St. Peter ist eine romanische römisch-katholische Kapelle in Kempen (Kreis Viersen).

## Geschichte
Die Ursprünge der Kapelle St. Peter liegen nach der örtlichen Überlieferung in karolingischer Zeit um das Jahr 900. Dies wurde bereits durch den Kunsthistoriker Paul Clemen von der Beschaffenheit des Mauerbaus her in Frage gestellt. Möglicherweise gab es jedoch einen hölzernen Vorgängerbau. Der romanische Sakralbau stellt das älteste Bauwerk in Kempen und im Gebiet des heutigen Kreises Viersen dar. Der älteste Teil des heutigen Baus ist die Osthälfte des Langhauses. Erwähnung findet St. Peter erstmals in einer Urkunde des Kölner Erzbischofs Siegwin aus dem Jahr 1085. Sie war die älteste Pfarrkirche des Kempener Landes. Im 13. Jahrhundert gingen die Pfarrrechte an die neu errichtete Kirche St. Mariae Geburt in Kempen über.
Der heute verputzte Bau aus Tuffsteinquadern besteht aus einem Langhaus (15,90 m × 4,60 m) mit gerade geschlossenem eingewölbtem Chor (4,50 m × 4,60 m), der um 1220 an Stelle einer älteren Halbkreisapsis errichtet wurde. An der Außenseite besitzt lediglich der Chor als einzigen Schmuck ein Rundbogenfries. An das Langhaus schließt sich südlich eine kleine, gotische Taufkapelle (5,80 m × 3,35 m) aus der Mitte des 14. Jahrhunderts an, die sich zum Langhaus mit einem spitzbogigen Portal und Fenster öffnet. Ihr westlicher Teil ist mit einem Kreuzgewölbe, der östliche mit einem unregelmäßigen Sterngewölbe überspannt. Nach einem Blitzeinschlag im Jahr 1610 wurde der vordere Teil des Langhauses neu aufgeführt. Um 1625 wurde dem Kirchenbau im Westen eine Gerichtsstube mit den Ausmaßen 5 m × 4 m vorgebaut, die 1873 abgebrochen wurde. 
Am 2. März 1945 leisten Fallschirmjäger der Wehrmacht mit Maschinengewehren militärisch sinnlosen Widerstand gegen 
vorrückende US-Truppen. Mindestens vier Soldaten fallen, etwa 50 werden verwundet.
Seit 1983 steht die Kapelle auf der Liste der Baudenkmäler in Kempen.

## Deckenausmalung
Die Deckenausmalung der Holzdecke mit Darstellungen heiliger Päpste wurde nach 1889 durch die Schule Friedrich Stummel vorgenommen, sie besteht aus folgenden Bildtafeln mit jeweils drei nebeneinander liegenden Einzelbildern:
| Bildtafeln (vom Altarraum aus gesehen) | Bildtafeln (vom Altarraum aus gesehen)                                                                                       | Bildtafeln (vom Altarraum aus gesehen)                                                                                     | Bildtafeln (vom Altarraum aus gesehen) |
| Bildtafel komplett                     | Links | Mitte | Rechtes                                |
| -------------------------------------- | --- | --- | -------------------------------------- |
|                                        | Ornament Florales Renkenweg, ein Kranich (als Symbol der Wachsamkeit) ist im unteren Bereich zwischen den Blättern versteckt | „Der heilige Petrus“ | Ornament                               |
|                                        | „Papst Leo I“ | Attribute des heiligen Petrus, mit dem Schriftzug eingerahmt: „Tu es Petrus et super hanc Petra aedificabo ecclessia mea.“ | „Papst Sylvester I.“                   |
|                                        | Ornament: ohne Beschreibung                                                                                                  | „Mariae Verkündigung“ | Ornament                               |
|                                        | „Papst Leo IX.“ | „Das geistliche Gefäß“ Inschrift: „Vas spiritua le“                                                                        | „Papst Gregor I.“                      |
|                                        | Ornament | „Mariae Heimsuchung“ | Ornament                               |
|                                        | „Papst Gregor VII.“ | „Die Quelle des lebendigen Wassers“ Inschrift: „Fons aqarummviven tium“                                                    | „Papst Pius V.“                        |
|                                        | Ornament | „Die Geburt Christi“ | Ornament                               |

## Sonstige Ausstattung
Neben der o.a. Deckenausmalung verfügt die Kapelle noch über folgende Ausstattung:
| Bild                                                                        | Beschreibung |
| --------------------------------------------------------------------------- | --- |
|                                                                             | Holzkruzifix – romanisch (nach 1300), gehört nicht zur ursprünglichen Ausstattung |
| Altar – einfacher Eichentisch mit geschlossenem Unterbau mit passendem Ambo | |
|                                                                             | Vesperbild – es handelt sich um eine Kopie, das Original steht in St. Mariae Geburt, es ist nur die Figur der trauernden Gottesmutter erhalten, Corpus Christi ist verloren (Höhe 88 cm, Ende 14. Jh.)              |
|                                                                             | Heiliger Petrus – Holzfigur (ca. 16. Jh.), Apostelfürst, dargestellt als Papst mit Tiara, liturgischen Gewändern und den dazugehörigen Attributen (Schlüssel und Buch)                                              |
|                                                                             | Marienfigur mit Kind – barock (ca. 17. Jh.), beide gekrönt |
|                                                                             | Hl. Antonius mit Schwein (sog. "Ferkestünn") – Patron des in der kleinen Honschaft gelegenen St. Tönis (ca. 18. Jh.)                                                                                                |
|                                                                             | Hl. Rochus – mit seinem Attribut (Pestbeule auf dem Oberschenkel), gleiche barocke Ausstattung (in weiß-goldener Fassung) wie der Hl. Antonius (ca. 18. Jh.)                                                        |
|                                                                             | Berufung des Petrus (oder der Fischzug) – Gemälde, Öl auf Leinwand (um 1700) |
|                                                                             | Hl. Marcus – Ölgemälde (18./frühes 19. Jh.), erinnert (s. Inschrift) an Bischof Marc Antoine Berdolet von Aachen, der Anfang des 19. Jh. bewilligte, dass in St. Peter weiterhin Hl. Messen gefeiert werden durften |